# Michael Fischer (Schauspieler)
Michael Peter Fischer (* 31. März 1976 in Flintsbach am Inn) ist ein deutscher Schauspieler.

## Leben
Nach seinem Abitur und einer dualen Wirtschaftsausbildung studierte Fischer Theaterwissenschaften in München. Anschließend nahm er bei Dozenten der Otto-Falckenberg-Schule privaten Schauspielunterricht. In dieser Zeit arbeitete Fischer für Film- und Fernsehproduktionen als Kamera- und Tonassistent, Produktionsassistent, Regieassistent und Aufnahmeleiter.
Sein Theaterdebüt gab Fischer 2011 in der umstrittenen Literaturadaption Adam und Esra des Romans Esra des deutschen Schriftstellers Maxim Biller, in der Figur des Adam, im Rationaltheater München. Weitere Engagements führten ihn nach München und Paris.
Auf der großen Leinwand konnte man ihn 2015 im Kinofilm Trash Detective in der Rolle eines Polizisten sehen. Ein Jahr später spielte er in der Krimiserie SOKO München den Filialleiter eines Supermarktes. 2017 verkörperte er Karl-Heinz Gross, den Manager der Kastelruther Spatzen, in der Krimireihe Aktenzeichen XY. Ein weiterer Gastauftritt als Goldhändler, in gleichnamiger Reihe, folgte 2018. Im Jahr 2019 sah man Fischer in dem österreichischen Drama Alles ist jetzt in der Figur Wilhelm, als Sohn eines an Demenz erkrankten Vaters. Im Frankenkrimi Todsicher, einer schwarzen Komödie, spielte Fischer 2020 einen berufsmüden Polizisten. In der Rolle des Gustav Schmalhofer war er 2021 in der bayerischen Krimiserie Die Rosenheim-Cops zu sehen. 2022 sah man ihn in einem weiteren Cold-Case-Fall in Aktenzeichen XY. Mit der Lesereise Herbstmilch – Eine Hommage an Werner Stocker ehrte Fischer 2023 seinen 1993 verstorbenen Onkel Werner Stocker zu dessen 30. Todestag.
Fischer ist Mitglied im Bundesverband Schauspiel (BFFS) und lebt in München. Er spricht Englisch, Französisch und Italienisch.

## Auszeichnungen
- 2015/2016 für den Kurzfilm Schwarze Schafe:
  - Bayerischer Jugendfilmpreis als Teil des Ensembles[2]
  - Bamberger Reiter („Preis der Jugendjury“) als Teil des Ensembles[3]
- 2021 für den Kinofilm Alles ist jetzt auf dem Austrian Filmfestival:
  - Lobende Erwähnung für herausragende Leistung als Teil des Ensembles[4]

## Theater
- 2011: Adam und Esra am Rationaltheater München (Regie: Lina Hölscher)
- 2011–2013: Am Petit Theatre de Paris (Regie: Stéphane Hillel)
- 2015: Astutuli bei den Carl Orff-Festspielen, Andechs (Regie: Marcus Everding)

## Lesungen
- 2011: Die Grandauers und ihre Zeit (mit Mona Freiberg)
- 2012: Mozart-Briefe (mit Claude-France Journes)
- 2016/2017: Die Grandauers und ihre Zeit – Hommage an Willy Purucker
- 2023/2024: Herbstmilch – Hommage an Werner Stocker

## Filmografie (Auswahl)
- 2014: Schwarze Schafe (Kinokurzfilm, Regie: Magdalena Kugler)
- 2015: Aktenzeichen XY … ungelöst (Fernsehreihe, Regie: Robert Sigl)
- 2015: Trash Detective (Kinofilm, Regie: Maximilian Buck)
- 2016: Aktenzeichen XY … ungelöst (Fernsehreihe, Regie: David Carreras)
- 2016: SOKO München, Folge Süßes Gift (Fernsehserie, Regie: Christoph Dammast)
- 2017: Aktenzeichen XY … ungelöst (Fernsehreihe, Regie: David Carreras)
- 2018: Aktenzeichen XY … ungelöst (Fernsehreihe, Regie: Robert Sigl)
- 2019: Alles ist jetzt (Kinofilm, Regie: Veronika Penz)
- 2020: Todsicher (Kinofilm, Regie: Lorenz Wetscher)
- 2021: Die Rosenheim-Cops, Folge 500: Ein überraschendes Wiedersehen (Fernsehserie, Regie: Irene Graef)
- 2022: Aktenzeichen XY … ungelöst (Fernsehreihe, Regie: Christoph Klüncker)